# Madison Lake
Madison Lake is een plaats (city) in de Amerikaanse staat Minnesota, en valt bestuurlijk gezien onder Blue Earth County.

## Demografie
Bij de volkstelling in 2000 werd het aantal inwoners vastgesteld op 837.
In 2006 is het aantal inwoners door het United States Census Bureau geschat op 929, een stijging van 92 (11,0%).

## Geografie
Volgens het United States Census Bureau beslaat de plaats een oppervlakte van
1,2 km², geheel bestaande uit land. Madison Lake ligt op ongeveer 319 m boven zeeniveau.

## Plaatsen in de nabije omgeving
De onderstaande figuur toont nabijgelegen plaatsen in een straal van 16 km rond Madison Lake.